# کای هاهتو
کای هاهتو (انگلیسی: Kai Hahto؛ زادهٔ ۳۱ دسامبر ۱۹۷۳) موسیقی‌دان اهل فنلاند است. وی از سال ۱۹۹۳ میلادی تاکنون مشغول فعالیت بوده است.